# Социальная иерархия

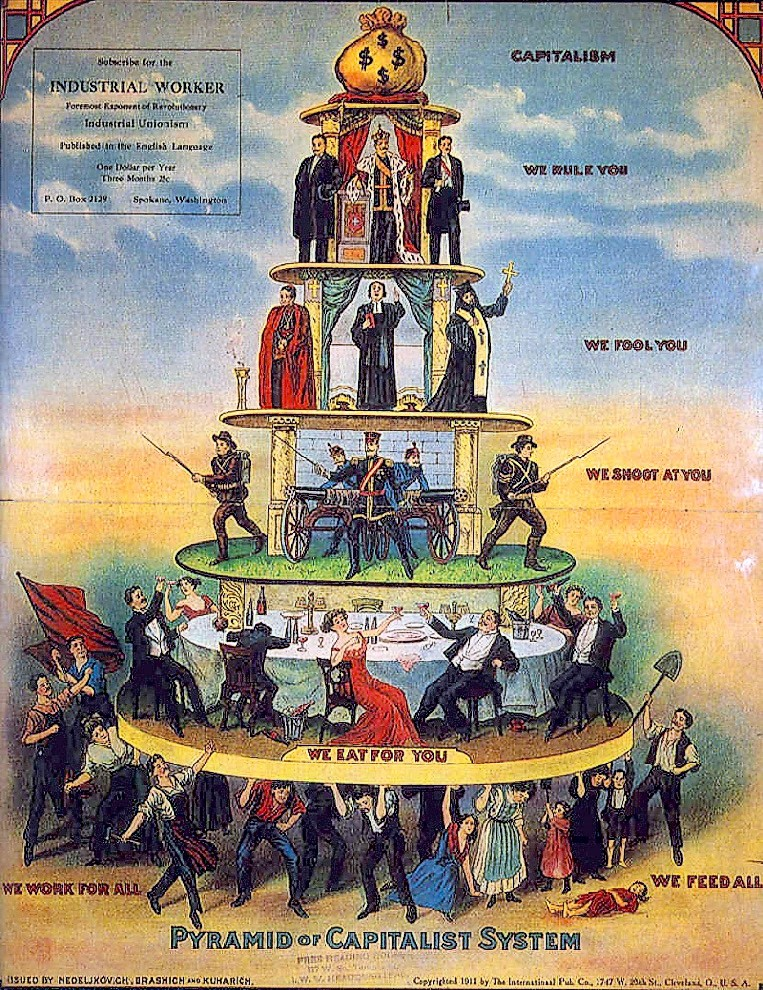

Социа́льная иера́рхия — иерархическая структура отношений по поводу распределения в обществе власти, собственности, доходов, престижа и других ценностей. Или система последовательно подчинённых, от низшего к высшему, элементов, характеризующая многоуровневость социального целого.
Социальная иерархия отражает неравенство социальных статусов в обществе.

## История
Многие организации, например, компании, церковь, армия, политические партии, являются иерархическими организациями (по крайней мере, официально). Обычно главный, называемый «вождём», «командиром», «начальником», «боссом», «шефом», имеет больше власти, чем его подчинённые. Таким образом, отношения, определяющие эту иерархию, являются властными.
Существование иерархий, несправедливых с какой-либо точки зрения, вызывает общественную критику. Например, представители феминистского сообщества осуждают иерархию пола, в которой мужчины якобы пользуются «неоправданными привилегиями», например, правом участия в выборах (при отсутствии такового у женщин), более высокими зарплатами при выполнении аналогичной или идентичной работы (опровергнуто в США современными исследованиями), более быстрым продвижением по служебной лестнице, правом наследования, правом на образование, занятие спортом, трудом.
В этом контексте и в других, подобных ему, слово «иерархия» обычно используют как значение «иерархии власти» или «структуры власти». Феминистки и представители других социальных движений, например, с расистским или направленным против гомосексуалов уклоном, возможно, не соглашаются не с самой иерархией, как таковой, а скорее с определённой асимметрией, неравной ценностью мужчин и женщин, различных рас.
Анархизм и другие антиавторитарные социальные движения стремятся устранить все иерархические социальные отношения.

## Иерархия в современном обществе
В большинстве государств и стран работают социальные лифты, позволяющие людям менять своё положение в социуме. Количество и качество тех, кто стоит на вершине, описывает теория элит. Слишком жёстко выстроенная иерархия обычно ведёт к тоталитаризму.

## Социальная иерархия в этологии
Этологи рассматривают этот предмет шире, считая человеческие отношения в значительной степени сходными с иерархическими отношениями у животных. В эксперименте Кэлхуна, к примеру, показано, что отсутствие свободных социальных ниш для подрастающего поколения крайне вредно не для отдельной особи, а для выживания социума в целом.